# Deryneia
Deryneia este o arie protejată (arie de protecție specială avifaunistică — SPA) din Cipru întinsă pe o suprafață de 5,7 ha, integral pe uscat.

## Localizare
Centrul sitului Deryneia este situat la coordonatele 35°04′07″N 34°00′01″E / 35.0686°N 34.0004°E.

## Înființare
Situl Deryneia a fost declarat arie de protecție specială avifaunistică în august 2021 pentru a proteja 8 specii de animale.

## Biodiversitate
Situată în ecoregiunea mediteraneană, aria protejată conține 3 habitate naturale: Faleze cu vegetație de Limonium spp. endemic de pe coastele mediteraneene, Tufărișuri halo-nitrofile (Pegano-Salsoletea), Sarcopoterium spinosum phryganas.
La baza desemnării sitului se află mai multe specii protejate de  păsări (8): ciocârlie-de-câmp (Alauda arvensis), pescăruș albastru (Alcedo atthis), stârc galben (Ardeola ralloides), pasărea ogorului (Burhinus oedicnemus), prundăraș de sărătură (Charadrius alexandrinus), Charadrius leschenaultii, Larus audouinii, Oenanthe cypriaca.